# Everglow
Everglow (кор. 에버글로우; кит.: 永辉, стилізується як Everglow, читається як Еверґлоу) — південнокорейський жіночий поп-гурт, створений у 2019 році компанією Yuehua Entertainment. Складається із шести учасниць: І:Ю, Шіхьон, Айші, Онди, Мії та Ірон. Дебют Everglow відбувся 18 березня 2019 року із сингл-альбомом Arrival of Everglow.

## Назва
Назва гурту означає «Вічне сяйво». Офіційний колір — світло фіолетовий. Концепт дебюту — сяюча розкіш. Назва фандому — «Forever». Воно має два значення: «For Everglow» (укр. для Everglow), а також стати одним цілим з Everglow та завжди бути разом. У повідомленні сказано: «Це означає майбутнє — завжди бути разом з фанатами, які існують для Everglow».

## Кар'єра

### 2008—2018: Предебют
У 2008 році Айша пройшла прослуховування в JYP Entertainment. Вона була потенційною учасницею майбутнього дівочого гурта агентства (яким згодом стало Twice), але покинула JYP Entertainment, пробувши стажисткою понад вісім років.
Шіхьон брала участь у шоу на виживання Produce 101 у 2016 році. Вона була виключена у восьмому епізоді, зайнявши 40 місце. Після шоу підписала контракт з Yuehua Entertainment.
Онда, під своїм справжнім ім'ям — Чо Серім, була учасницею Idol School у 2017 році. Вона була виключена в 4му епізоді, після того, як зайняла 40 місце.
І: Ю, яка до 2015 року була чирлідеркою, у 2017 році стала першою трейні Yuehua Entertainment, про що стало відомо завдяки Jiwon's Vlog на офіційному акаунті агентства. Пізніше того ж року, вона стала ведучою телевізійного шоу Delicious Cooking Class, який транслювали на каналі SBS.
У 2018 році Шіхьон та Ірон були учасницями Produce 48. Вони вибули в одинадцятому епізоді, зайнявши 27 та 28 місце, відповідно. Пізніше того ж року, І;Ю почала працювати моделлю для корейського бренду Stare Shoes, під своїм справжнім ім'ям — Пак Джівон. Ірон закінчила факультет народних танців у Професійній академії мистецтв Чжецзяну у своєму рідному місті Ханчжоу, Китай.

### 2019: Дебют зArrival Of EverglowтаHush
17 лютого 2019 року агентство оголосило про створення нового жіночого гурту під назвою «Everglow». Офіційний Instagram-акаунт та фан кафе гурту відкрились 18 лютого. Yuehua Entertainment розкрили учасниць Everglow після серії фільмів «Crank In Film» на YouTube каналі Stone Music Entertainment. 28 лютого Еверґлоу опублікували денс-кавер на пісню «Rumor», яку Шіхьон раніше виконала на Produce 48, на їхній ютуб-канал, й воно досягло 2 мільйонів переглядів, менше ніж за 24 години. Концептуальні фото гурту були опубліковані 8 березня. 13 березня на ютуб каналі Stone Music Entertainment опублікували тизер кліпу дебютного сингла Еверґлоу «Bon Bon Chocolat», який за 2 дні досяг понад 5 мільйонів переглядів.
18 березня 2019 року Everglow дебютували із сингл-альбомом Arrival Of Everglow і заголовним синглом «Bon Bon Chocolat». Пісню написали у співавторстві з американською співачкою та авторкою пісень Мелані Фонтана, яка раніше писала для таких виконавців, як BTS та Тіффані Янг. Також, І;Ю — співавторка пісні «Moon». Їхній офіційний дебют відбувся 21 березня 2019 року на музичному шоу M Countdown. Альбом став комерційним успіхом, він дебютував і досягнув піку на 6 му місці в чарті альбомів Gaon, в той час, як «Bon Bon Chocolat» дебютував і досягнув піку на 5 му місці у Billboard World Digital Song Sales, продавши більш ніж 5,000 копій в США, на момент серпня 2019 року. 13 серпня відбулася прем'єра першого епізоду реаліті-шоу Everglow Land на Mnet. П'ятий та останній епізод вийшов 10 вересня.
5 серпня стало відомо, що Everglow повернуться із другим сингл-альбомом. 19 серпня відбувся реліз другого сингл-альбому Hush із заголовним треком «Adios». Всі три пісні альбому увійшли до чарту Billboard World Digital Song Sales: «Adios» дебютувала й посіла 2-ге місце, і залишалася в чарті 6 тижнів; бісайд-треки «Hush» та «You Don't Know Me» дебютували й зайняли 8 та 10 місця відповідно. До того ж «Adios» посіла перше місце в iTunes K-pop Chart в 11 різних країнах і в чарті YouTube Trending Worldwide.
Завдяки їхньому комерційному успіху, 24 вересня Everglow виграли свою першу нагороду на музичному шоу The Show.
Музичне відео «Adios» досягло 100 мільйонів переглядів у серпні 2019 року.

### 2020:Reminiscenceта-77.82X-78.29
3 лютого 2020 року, гурт випустив перший мініальбом Reminiscence з заголовним треком «Dun Dun». Ця пісня стала першим появленням Еверґлоу в Gaon's single charts, посівши 63 місце в Download Chart, тоді як мініальбом дебютував на 4 місці в Album Chart та продав понад 27 000 копій за перший місяць. Південнокорейські ЗМІ добре сприйняли реліз гурту, описавши Еверґлоу як «абсолютного боса перформансу». Музичне відео «Dun Dun» досягло 20 мільйонів переглядів менш ніж за півтора дня, а у квітні 2021 року перевищив 200 мільйонів переглядів.
21 січня, оголосили що Еверґлоу вирушать у тур: Everlasting Tour, який відбудеться у США й розпочнеться у Далласі, Техас 6 березня. Еверґлоу планували виступити у п'яти містах: Далласі, Атланті, Чикаго, Джерсі-Сіті та Лос-Анджелесі. Однак, через загрозу спалаху коронавірусу їхній концерт у Лос-Анджелесі був скасований.
Другий мініальбом, -77.82X–78.29, вийшов 21 березня із синглом «La Di Da» та іншими піснями: «Untouchable», «Gxxd Boy» та «No Good Reason». І: Ю взяла участь у написанні тексту «La Di Da». Наприкінці 2020, «La Di Da» була названа найкращою K-pop піснею року за версією Billboard.
12 листопада, Еверґлоу випустили саундтрек «Let Me Dance» до корейської дорами The Spies Who Loved Me, що є рімейком однойменної пісні Lexy, за участі Teddy Park 2003 року.

### 2021:Last MelodyтаReturn of the Girl
9 січня 2021 року Yuehua оголосили, що Ірон та Шіхьон поновили свою діяльність після отримання негативного результату тесту на коронавірус.
25 травня 2021 року гурт випуств свій третій мініальбом Last Melody з головним синглом «First». Їхній концепт повернення описується як «воїни з майбутнього». 1 червня гурт виграв свій другий трофей на музичній програмі The Show з піснею «First». 5 червня «First» увійшла до чарту Billboard World Digital Song Sales, посівши 5 місце, разом з двома додатковими синглами «Don't Ask Don't Tell» і «Please, Please», які посіли 20 і 21 місця відповідно.
У серпні 2021 року Еверґлоу в партнерстві з ЮНІСЕФ провели кампанію «Promise», спрямовану на підтримку миру в усьому світі та допомогти дітям всього світу бути щасливішими. 25 серпня, цього ж року, гурт випустив кліп на цю пісню. Наступного дня, гурт розпочав танцювальний челендж «Promise», що полягає у записі відео з хореографією пісні. За кожну людину, яка взяла участь у челенджі, ЮНІСЕФ дарував дітям з усього світу «Superhero Pack», набір містив вакцини від поліомієліту та кору, а також оброблені інсектицидами протималярійні москітні сітки.
1 грудня 2021 року Еверґлоу випустили третій мініальбом Return of the Girl з ведучим синглом «Pirate», й іншими піснями: «Back Together», «Don't Speak», «Nighty Night» та «Company». Кліп пісні «Pirate» набрав мільйон переглядів за п'ять годин. 17 грудня Еверґлоу випустили кліп на виступ гурту, на трек з бісайд піснею «Don't Speak».

### 2022–донині:All My Girls,другий тур таZombie
Гурт випустив ремікс-версію своєї титульної пісні 2021 року «Pirate» 15 квітня 2022 року, спродюсовану голландсько-марокканським діджеєм та продюсером R3hab, який також робив ремікси для інших к-поп гуртів та всесвітньо відомих співаків.
1 липня, Еверґлоу виступили на фестивалі Saranghae KSA K-pop Festival 2022 у Джидді, ставши першим дівочим гуртом в історії, який виступив у Саудівській Аравії. У серпні та листопаді провели сольний концерт в Алматах та встановили ще один рекорд першого сольного концерту кпоп гурту в Казахстані. У листопаді гурт продовжив виступи в Центральній Азії з двома хедлайнерськими концертами в Киргизстані та Казахстані.
18 листопада Еверґлоу випустили англомовний сингл «Ghost Light», а також корейську версію, у співавторстві з німецьким діджеєм та продюсером TheFatRat.
Наступного тижня гурт виступив на Ripples for Hope, благодійному к-поп заході, організованому в Манілі, Філіппіни, молодіжною некомерційною організацією The Ripple Society. У грудні було заплановано тур Південно-Східною Азією з чотирма концертами, але тур було скасовано з неназваних причин.
Наприкінці 2022 року корейські ЗМІ похвалили Еверґлоу за те, що за півроку без світового турне вони виступили в 9 різних країнах: Саудівській Аравії, Південній Кореї, Англії, Австралії, Японії, Казахстані, Киргизстані, Нідерландах і Філіппінах.
18 серпня 2023 Еверґлоу випустили свій четвертий сингл-альбом All My Girls з головним треком «Slay», завершивши 20-місячну перерву між релізами. Через тиждень гурт оголосив другий тур по США, названий на честь їхнього четвертого синглу, запланований на листопад, з десятьма зупинками по всій країні. 30 серпня Everglow з піснею «Slay» виграли третій трофей на музичному шоу MBC M Show Champion.
21 травня 2024 Еверґлоу анонсували вихід свого п'ятого сингл-альбому під назвою Zombie 10 червня. Титульний сингл був написаний та спродюсований командами The Stereotypes та 9am. Пісня дебютувала на дев'ятому місці в чарті Circle Album Chart, а всі три треки увійшли до чарту Download Chart. 12 вересня група вирушила у концертне турне 2024 Pulse & Heart з одинадцятьма зупинками по США та Південній Америці.
13 травня 2025 всі шість учасниць припини співпрацю з Yuehua Entertainment через закінчення дії їхніх контрактів.

## Учасниці
| Сценічне ім'я | Сценічне ім'я | Сценічне ім'я | Справжнє ім'я | Справжнє ім'я | Справжнє ім'я   | Дата народження           | Позиція в гурті                                        | Громадянство   |
| Українською   | Латиницею     | Хангилем      | Українською   | Латиницею     | Хангилем/ ханча | Дата народження           | Позиція в гурті                                        | Громадянство   |
| ------------- | ------------- | ------------- | ------------- | ------------- | --------------- | ------------------------- | ------------------------------------------------------ | -------------- |
| І: Ю          | E: U          | 이유          | Пак Джівон    | Park Jiwon    | 박지원          | 19 травня 1998 (27 років) | Головна реперка, головна танцюристка (колишня лідерка) | Південна Корея |
| Шіхьон        | Sihyeon       | 시현          | Кім Шіхьон    | Kim Sihyeon   | 김시현          | 5 серпня 1999 (26 років)  | Лідерка, ведуча вокалістка, танцюристка                | Південна Корея |
| Міа           | Mia           | 미아          | Хан Инджі     | Han Eunji     | 한은지          | 13 січня 2000 (25 років)  | Головна вокалістка, головна танцюристка                | Південна Корея |
| Онда          | Onda          | 온다          | Чо Серім      | Jo Serim      | 조세림          | 18 травня 2000 (25 років) | Вокалістка, ведуча танцюристка                         | Південна Корея |
| Айша          | Aisha         | 아샤          | Хо Юрім       | Heo Yoorim    | 허유림          | 21 липня 2000 (25 років)  | Вокалістка, танцюристка, реперка                       | Південна Корея |
| Ірон          | Yiren         | 이런          | Ван Ірон      | Wang Yiren    | 왕이런          | 29 грудня 2000 (24 роки)  | Центр, вокалістка, макне, танцюристка                  | КНР            |

### Хронологія
Вже після дебюту, І:Ю представили як лідерку гурту, проте роль лідерки передали Шіхьон, про що оголосили під час шоу-кейсу гурту для Last Melody 25 травня 2021 року.
9 січня 2022 року Yuehua Entertainment оголосили, що Ірон зробить перерву у діяльності Еверґлоу, щоб провести час зі своєю сім'єю в Китаї, та з психологічних причин. Вона відновила діяльність у гурті в грудні 2022 року.
11 серпня 2022 року, Айша взяла коротку перерву у діяльності групи, у зв'язку з раптовими проблемами зі здоров'ям. Вона відновила діяльність 22 серпня на Super Music Festival 2022 у Токіо.

## Дискографія

### Мініальбоми
| Назва                                                                            | Деталі                                                                                              | Пікові позиції у чартах | Пікові позиції у чартах | Пікові позиції у чартах | Пікові позиції у чартах | Продажі                                               |
| Назва                                                                            | Деталі                                                                                              | KOR                     | JPN                     | JPN Hot                 | US World                | Продажі                                               |
| -------------------------------------------------------------------------------- | --------------------------------------------------------------------------------------------------- | ----------------------- | ----------------------- | ----------------------- | ----------------------- | ----------------------------------------------------- |
| Reminiscence                                                                     | - Реліз: 3 лютого 2020 - Лейбл: Yuehua Entertainment - Формат: CD, цифрове завантаження, стриминг   | 4                       | 48                      | 90                      | 14                      | - Південна Корея: 27,214 - Японія: 1,649 - США: 1,000 |
| -77.82X-78.29                                                                    | - Реліз: 21 вересня 2020 - Лейбл: Yuehua Entertainment - Формат: CD, цифрове завантаження, стриминг | 4                       | —                       | —                       | —                       | - Південна Корея: 37,254                              |
| Return of the Girl                                                               | - Реліз: 1 грудня 2021 - Лейбл: Yuehua Entertainment - Формат: CD, цифрове завантаження, стриминг   | 10                      | —                       | —                       | —                       | - Південна Корея: 46,015                              |
| «—» релізи, що не потрапили у чарти або не були випущені у відповідних регіонах. | |                         |                         |                         |                         |                                                       |

### Сингл-альбоми
| Назва               | Деталі альбому | Пікові позиції у чартах | Продажі                  |
| Назва               | Деталі альбому | KOR                     | Продажі                  |
| ------------------- | --- | ----------------------- | ------------------------ |
| Arrival of Everglow | - Реліз: 18 березня 2019 - Лейбл: Yuehua Entertainment - Формат: CD, цифрове завантаження, стриминг                                                            | 6                       | - Південна Корея: 20,210 |
| Hush                | - Реліз: 19 серпня 2019 - Лейбл: Yuehua Entertainment - Формат: CD, цифрове завантаження, стриминг                                                             | 5                       | - Південна Корея: 20,662 |
| Last Melody         | - Реліз: 25 травня 2021 - Лейбл: Yuehua Entertainment - Формат: CD, цифрове завантаження, стриминг                                                             | 4                       | - Південна Корея: 36983  |
| All My Girls        | - Реліз: 18 серпня 2023 - Лейбл: Yuehua Entertainment - Формат: CD, цифрове завантаження, стриминг Список пісень 1. «Slay» 2. «Oh Ma Ma God» 3. «Make Me Feel» | 13                      | - Південна Корея: 30,000 |
| Zombie              | - Реліз: 10 червня 2024 - Лейбл: Yuehua Entertainment - Формат: CD, цифрове завантаження, стриминг                                                             | 9                       | - Південна Корея: 19,015 |

### Сингли
| Назва                                                                            | Рік  | Пікові позиції у чартах | Пікові позиції у чартах | Пікові позиції у чартах | Пікові позиції у чартах | Продажі      | Альбом              |
| Назва                                                                            | Рік  | KOR DL                  | KOR Hot                 | JPN Hot                 | US World                | Продажі      | Альбом              |
| -------------------------------------------------------------------------------- | ---- | ----------------------- | ----------------------- | ----------------------- | ----------------------- | ------------ | ------------------- |
| «Bon Bon Chocolat» кор. (봉봉쇼콜라)                                             | 2019 | —                       | —                       | —                       | 5                       | - США: 5,000 | Arrival of EVERGLOW |
| «Adios»                                                                          | 2019 | —                       | 74                      | —                       | 2                       | - США: 1,000 | Hush                |
| «Dun Dun»                                                                        | 2020 | 63                      | 85                      | 61                      | 3                       | - США: 1,000 | Reminiscence        |
| «La Di Da»                                                                       | 2020 | 138                     | —                       | —                       | 5                       | Н/Д          | -77.82X-78.29       |
| «First»                                                                          | 2021 | 64                      | —                       | —                       | 5                       | Н/Д          | Last Melody         |
| «Pirate»                                                                         | 2021 | 100                     | —                       | —                       | 13                      | Н/Д          | Return of the Girl  |
| «Slay»                                                                           | 2023 | 83                      | —                       | —                       | 13                      | Н/Д          | All My Girls        |
| Zombie                                                                           | 2024 | 43                      | —                       | —                       | —                       | Н/Д          | Zombie              |
| «—» релізи, що не потрапили у чарти або не були випущені у відповідних регіонах. |      |                         |                         |                         |                         |              |                     |

### Інші пісні у чартах
| Назва                                                                            | Рік  | Пікові позиції у чартах | Пікові позиції у чартах | Продажі      | Альбом      |
| Назва                                                                            | Рік  | KOR DL                  | US World                | Продажі      | Альбом      |
| -------------------------------------------------------------------------------- | ---- | ----------------------- | ----------------------- | ------------ | ----------- |
| «Hush»                                                                           | 2019 | —                       | 8                       | - США: 1,000 | Hush        |
| «You Don't Know Me»                                                              | 2019 | —                       | 10                      | Н/Д          | Hush        |
| «Don't Ask Don't Tell»                                                           | 2021 | —                       | 20                      | Н/Д          | Last Melody |
| «Please Please»                                                                  | 2021 | —                       | 21                      | Н/Д          | Last Melody |
| «Colourz»                                                                        | 2024 | 126                     | —                       | Н/Д          | Zombie      |
| «Back 2 Luv»                                                                     | 2024 | 146                     | —                       | Н/Д          | Zombie      |
| «—» релізи, що не потрапили у чарти або не були випущені у відповідних регіонах. |      |                         |                         |              |             |

### Інші появи
| Назва                                                                            | Рік  | Пікові позиці у чартах | Альбом                     |
| Назва                                                                            | Рік  | KOR Gaon               | Альбом                     |
| -------------------------------------------------------------------------------- | ---- | ---------------------- | -------------------------- |
| «Let Me Dance»                                                                   | 2020 | —                      | The Spies Who Loved Me OST |
| «Promise (for UNICEF Promise Campaign)»                                          | 2021 | —                      | Сингли поза альбомом       |
| "Pirate (R3hab Remix)" (with R3hab)                                              | 2022 | —                      | Сингли поза альбомом       |
| "Ghost Light" (with TheFatRat)                                                   | 2022 | —                      | Сингли поза альбомом       |
| «—» релізи, що не потрапили у чарти або не були випущені у відповідних регіонах. |      |                        |                            |

## Фільмографія

### Реаліті-шоу
| Рік  | Телеканал | Назва         | Епізодів | Прим.                 |
| ---- | --------- | ------------- | -------- | --------------------- |
| 2019 | Mnet M2   | Everglow Land | 5        | Перший ефір 13 серпня |

### Серіали
| Рік  | Назва                          | Роль       | Прим.  |
| ---- | ------------------------------ | ---------- | ------ |
| 2019 | When the Devil Calls Your Name | Самих себе | [ 65 ] |

## Концерти і тури

### Хедлайнерські тури
- EVERGLOW: EVERLASTING IN USA (2020, концерт у Лос-Анджелесі відмінили через COVID-19)[66]
- Everglow Southeast Asia Tour (2022; відмінено)[67]
- 2023 Everglow US Tour [All My Girls] (2023)
- Everglow EU Tour [All My Girls] (2024)
- Everglow Japan Tour [All My Girls] (2024)[68]

### Хедлайнерські концерти
- Концерт Everglow у Алмати (2022)[69]
- Концерт Everglow у Бішкеку (2022)[70]
- Концерт Everglow у Астані (2022)[71]
- Everglow Japan Concert [All My Girls] (2024)

### Онлайн-концерти
- Everglow 1st Online Concert «THE FIRST» (2021)[72]

## Нагороди та номінації

### Asia Artist Awards
| Рік  | Номіновано | Нагорода                                      | Результат |
| ---- | ---------- | --------------------------------------------- | --------- |
| 2019 | Everglow   | Нагорода за популярність (Співачка)           | Номінація |
| 2019 | Everglow   | Премія Популярності «StarNews» (Жіноча група) | Номінація |

### Genie Music Awards
| Рік  | Номіновано | Нагорода                           | Результат |
| ---- | ---------- | ---------------------------------- | --------- |
| 2019 | Everglow   | Топ Артист                         | Номінація |
| 2019 | Everglow   | Новий Жіночий Виконавець           | Номінація |
| 2019 | Everglow   | Нагорода за популярність           | Номінація |
| 2019 | Everglow   | Нагорода за глобальну популярність | Номінація |

### Mnet Asian Music Awards
| Рік  | Номіновано | Нагорода                            | Результат |
| ---- | ---------- | ----------------------------------- | --------- |
| 2019 | Everglow   | Виконавець Року                     | Номінація |
| 2019 | Everglow   | Найкращий новий жіночий виконавець  | Номінація |
| 2019 | Everglow   | Вибір фанатів в усьому світі Топ 10 | Номінація |

### Seoul Music Awards
| Рік  | Номіновано | Нагорода                 | Результат |
| ---- | ---------- | ------------------------ | --------- |
| 2020 | Everglow   | Новий виконавець         | Номінація |
| 2020 | Everglow   | Нагорода за популярність | Номінація |

## Нотатки
1. ↑  Сингл «Promise» не потрапив у Gaon Digital Chart, але посів 130 місце у Download Chart[63].